# Óscar Gamazo Micó
Óscar Gamazo Micó (Gandia, 17 d'abril de 1976) és un advocat i polític valencià, diputat al Congrés dels Diputats en la XII legislatura.
Es llicencià en Dret a la Universitat de València, on va obtenir un postgrau de Protocol Institucional i Empresarial. Tot i que és advocat col·legiat, no ha exercit degut a la seva dedicació a la política. Militant del Partido Popular des de 1994, des de 1995 ha ocupat diversos càrrecs com cap de Nuevas Generaciones a Gandia i assessor jurídic del partit a la Diputació Provincial de València. De 2000 a 2003 fou regidor a l'ajuntament de Gandia i des de les eleccions municipals espanyoles de 2007 ha estat regidor de l'ajuntament de Potries. Ha estat elegit diputat a les eleccions generals espanyoles de 2016.